# Maksim I., srpski patrijarh
Maksim I. Skopljanac (umro 29. listopada 1680.) bio je pećki nadbiskup i srpski patrijarh između 1655. i 1674. godine. Živio je u Pećkom patrijaršijskom samostanu.

## Mitropolit Raške
Maksim je rođen u Skoplju, pa mu odatle dolazi i nadimak. Služio je kao mitropolit Raške kada je njegov prethodnik Gavrilo I. pobjegao u Rusiju bojeći se osmanske odmazde za kontakte koje je imao sa sultanovim katoličkim neprijateljima. Ubrzo je Gavrilo I objavio da se ne namjerava vraćati i da treba izabrati novog patrijarha. Nije, međutim, sigurno je li to njegova inicijativa ili inicijativa Visoke Porte. Koliko god bilo čudno birati novog patrijarha dok je trenutni još živ i zdrav, Srpskoj crkvi je bio potreban poglavar i ona je u velikoj žurbi krenula s izborom novog patrijarha.
Gavrilov odlazak značio je propast struje unutar Srpske crkve koja je bila usmjerena na tješnje povezivanje sa Zapadom. Na vlast je došao drugi tabor, odlučan zadržati dobre odnose s osmanskim vlastima. Kako je mitropolit Maksim bio jedan od najaktivnijih zagovornika ove politike izabran je na patrijaršijsko prijestolje u Peći .

## Patrijarh
Kao patrijarh, Maksim je napustio pregovore s Rimom i držao se podalje od uspostavljanja bližih veza s Rusijom. Ubrzo su eliminirana dva biskupa koji su nastavili svoje veze sa stranim silama.
Kako bi učvrstio vjeru svoje pastve, ali i prikupio novac potreban za otplatu velikih osmanskih poreza, Maksim je često putovao iz svog sjedišta u Peći, obilazeći gotovo sve krajeve svoje Patrijaršije. 1662. nalazimo ga u Samokovu, 1666. u Srijemu, 1671. u Ovčarsko-kablarskoj klisuri. Također je izašao iz domena svoje Patrijaršije i otišao skupljati donacije u Vlaškoj 1662. godine. Maksim je išao i na hodočašće u Svetu zemlju.
Unatoč sultanovoj povelji, srpski biskupi nastojali su pod svoju kontrolu staviti franjevačke rimokatoličke samostane u Bosni i Hercegovini. To je rađeno uglavnom kako bi se zaradilo više novca. Maksim I. bio je zagovornik te politike i 1661. godine nakon posjeta Livnu napadnut je od strane bijesnih lokalnih katolika i jedva je uspio spasiti život.
U svom sjedištu u Pećkom samostanu Maksim je naredio oslikavanje freskama crkve sv. Nikole (1672.), nakon čega je sagradio nove nastambe za redovnike (1674.).
Kao učen čovjek i ljubitelj knjiga, Maksim je na svojim čestim putovanjima skupljao stare knjige i rukopise. Većinu knjiga darovao je srpskim crkvama i manastirima.

## Bolest i smrt
Razbolio se početkom ožujka 1669., a nekoliko mjeseci kasnije Arsenije Crnojević izabran je za metropolita Hvosna (ponekad nazivan i pećkim metropolitom) i postao Maksimov koadjutor. Umro je u listopadu 1680. u Pećkom samostanu, gdje je i pokopan. Njegov sarkofag, zajedno s tijelom, i danas stoji u otvorenom trijemu ispred crkve sv. Nikole, koju je naredio prebojati. Ovo prilično neobično mjesto za grob objašnjava lokalna legenda, koja kaže da ga je sam izabrao opterećen krivnjom vjere svog prethodnika.

## Vanjske poveznice
- Službena stranica Srpske pravoslavne crkve: Srpski arhiepiskopi i patrijarsi  Arhivirana inačica izvorne stranice od 27. prosinca 2017. (Wayback Machine)